# Paul Jausions
Dom Paul Jausions OSB (* 15. November 1834 in Rennes; † 9. September 1870 in Vincennes, Vereinigte Staaten) war Benediktiner und ab der Mitte des 19. Jahrhunderts ein Pionier auf dem Gebiet der Restitution des Gregorianischen Gesanges.

## Leben
Als Sohn des Druckers Ambroise Juilen Jausions in Rennes geboren, interessierte sich Paul Jausions in seiner Kirchengemeinde St. Jacut schon früh und intensiv für liturgischen Gesang. Er erhielt am 21. Oktober 1854 die Erlaubnis, als Novize in die Benediktinerabtei Saint-Pierre de Solesmes einzutreten. Der Abt Prosper-Louis-Pascal Guéranger, der 1856 mit Paul Jausions eine Reise in den Vatikan unternahm, erkannte recht bald dessen Liebe zur Liturgie und sein großes Arbeitspensum. Paul Jausions legte seine Profess am 29. September 1856 ab und empfing er die Priesterweihe am 18. Dezember 1858.
In den folgenden Jahren setzte sich Paul Jausions intensiv mit der Interpretation und insbesondere mit der Akzentuierung des Gregorianischen Gesanges auseinander, wobei er sich kontinuierlich vor allem dem Studium und der Abschrift alter Handschriften widmete. Spätestens 1860 hatte er in seiner Abtei Zugang zum sogenannten Wilton Processional aus St. Edith in England aus dem 13. bis 14. Jahrhundert. Im April 1860 war Paul Jausions in Rennes, um sich beim Verlag Vatar um die ersten Andrucke des für die Abtei bestimmten Choralbuchs Directorium Chori zu kümmern. Nach dieser Reise fuhr er nach Le Mans, um sich mit dem dort tätigen Geistlichen Augustin-Mathurin Gontier auszutauschen und brieflich bereits erörterte Differenzen bei der rhythmischen Interpretation der Gesänge auszuräumen. Bei dieser Gelegenheit hatte er auch die Möglichkeit, nur in Le Mans verfügbare Handschriften – insbesondere das Graduale von Maine – zu sichten. Nach einigen Schwierigkeiten erhielt er vom zuständigen Bischof die Erlaubnis, dieses Graduale für sechs Monate mit nach Solesmes zu nehmen. Vom Frühjahr 1862 bis 1867 kopierte Paul Jausions dann die ersten reinen Neumenhandschriften aus einem in der Stadtbibliothek von Angers verfügbaren Missale (Manuskript 91 (83)), diese Übertragungen stellen im Blick auf die Präzision wahre Meisterwerke dar. Gleichzeitig begann auch sein Mitbruder Dom Joseph Pothier mit der Abschrift von bereits 1851 von Lambilotte veröffentlichten Neumenhandschriften aus dem Codex Sangallensis 359 der Stiftsbibliothek St. Gallen mit bedeutend älteren Neumen, als diejenigen aus Angers.
Durch seine in diesen Jahren erworbenen Kenntnisse war Paul Jausions in der Lage, die damaligen überlieferten Melodien zu reformieren, und seine Mitbrüder, aber auch Besucher aus anderen Abteien in der Interpretation der Gesänge zu unterrichten.
Als Ergebnis dieser Arbeiten wurde 1864 das Directorium Chori schließlich fertiggestellt, das als erstes Choralbuch der Restitution einen wichtigen Meilenstein bei der Wiederentdeckung der Bedeutung der handschriftlichen Neumen darstellt. In der Folgezeit reiste Paul Jausions auch nach Paris, wo er in der Reichsbibliothek unter anderem auch einen Blick in eine Kopie der wichtigen sowohl adiastematischen als auch diastematischen Handschrift des Antiphonales der Medizinischen Bibliothek von Montpellier aus dem 11. Jahrhundert werfen konnte (Kodex H. 159).
1865 war Paul Jausions bis zum Juli mit der Veröffentlichung der Le petit Office de la B.V. Marie pour les different temps de l'année, avec une traduction nouvelle et un commentaire en forme de méditations (Angers, Barassé) beschäftigt. Danach hielt er sich aus gesundheitlichen Gründen im Elsass auf, bevor er unter anderem nach Sulzmatt, nach St. Gallen und nach Laon reiste, um die dortigen Handschriften zu studieren. Auf der Rückreise stattete er ferner erneut der Reichsbibliothek in Paris einen Besuch ab und fand dort eine weitere ihn interessierende Handschrift in Sankt Geneviève.
Ab Ende Juli 1867 – nach dem Abschluss der Anfertigung der Kopien der Handschriften aus Angers – gab Paul Jausions eine Reihe von Gesangskursen in verschiedenen Orten außerhalb seiner Heimatabtei.
1868 reiste Paul Jausions zum wiederholten Mal nach Paris, wo er offenbar endlich erreichen konnte, dass das „zweisprachige“ Manuskript (Kodex H. 159) aus Montpellier, zum Kopieren nach Solesmes geschickt werden konnte. Der 1883 von Dom André Mocquereau in Solesmes herausgegebene Liber Gradualis basiert wesentlich auf den Erkenntnissen aus dieser Handschrift.
Am 6. Mai 1869 brach Paul Jausions zu einer Studienreise nach Vincennes in Indiana auf, um die Lebensgeschichte seines Onkels Brute zu erforschen und aufzuschreiben, der die dortige Diözese gegründet hatte und danach dort auch Bischof wurde. Kurz vor seiner Rückkehr nach Frankreich starb er am 9. September 1870 dort bei einem Unfall. Er ist in der Abtei Saint-Pierre bestattet.
Gelegentlich hat sich Paul Jausions auch als Komponist hervorgetan.

## Veröffentlichungen (Auswahl)
- Vie de l'Abbé Carron. Douniol, 1866.
- Saint Maur et le sanctuaire de Glanfeuil en Anjou. P. Lachèse, 1868.